# A→B Life
[A→B Life] è l'album di debutto dei mewithoutYou, pubblicato il 18 giugno 2002 dalla Tooth & Nail Records. L'album è considerato una pietra miliare del genere post-hardcore.

## Tracce
1. Bullet to Binary – 2:47
2. The Ghost – 3:13
3. Nice and Blue – 3:54
4. Everything Was Beautiful and Nothing Hurt – 4:44
5. A – 0:54
6. Gentlemen – 2:49
7. Be Still Child – 2:41
8. We Know Who Our Enemies Are – 2:58
9. I Never Said That I Was Brave – 3:01
10. B – 1:34
11. Silencer – 3:49
12. The Cure for Pain – 15:08

## Formazione
- Aaron Weiss – voce, chitarra acustica, tastiera
- Michael Weiss – chitarra solista, cori
- Christopher Kleinberg – chitarra ritmica
- Daniel Pishock – basso, cori
- Rickie Mazzotta – batteria, percussioni